# 蒙德古河
蒙德古河 （Mondego，IPA：[mõ'ðeɣu]）是完全在葡萄牙最長的河流，長234公里。發源於埃什特雷拉山脈，先往東，再轉往西經科英布拉，最後在菲蓋拉-達福什以南流入大西洋。